# Havas Ferenc (táncművész)
Havas Ferenc (Budapest, 1935. március 12. – Sopron, 2007. február 23.) Kossuth- és Liszt Ferenc-díjas magyar táncművész, a Halhatatlanok Társulatának örökös tagja, főiskolai tanár.

## Életpályája
12 évesen már táncolt az Magyar Állami Operaház gyermek balettkarában. 1947-ben jelentkezett az Állami Balettintézetbe, Nádasi Ferenc tanította 1952-ig. Még tanult, amikor az Állami Operaház tagja lett 1952-ben, 1953-ban végzett balettművészként, s magántáncosa lett 1982-ig. 1960–1964 között Londonban a Festival Ballett, 1963-ban féléves művésztovábbképzésen vett részt a moszkvai Bolsojban, majd a színház vendégszólistája lett 1965-től. 1973-ban Prokofjev: Tékozló fiú című balettjében táncolt Bordeaux-ban. 1974-ben a Grand Ballet Classique de France tagja lett. 1977-ben balettmesteri diplomát is szerzett. Nemzetközi balettversenyek zsűritagja volt az 1980-as években. Rio de Janeiróban, Stuttgartban és Dortmundban balettmesterkedett. A Táncművészeti Főiskola tanára, 1999-től pedig docense volt. Balettmesterként dolgozott az Operaházban, amelynek 1990-től örökös tagja, 2003-tól pedig mesterművésze volt.
Első főszerepét Harangozó Gyula: A keszkenő című balettjében kapta.

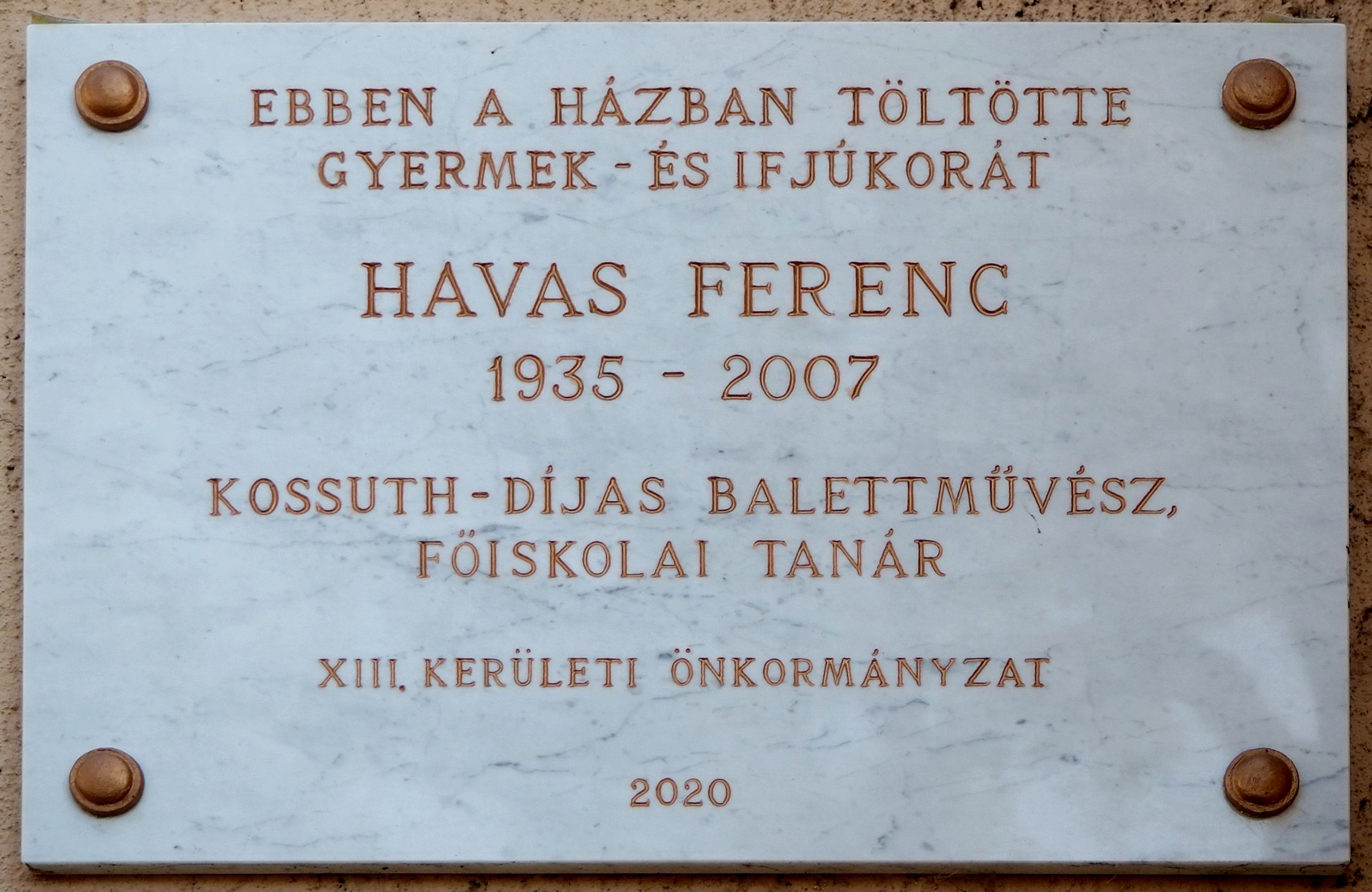
Havas Ferenc emléktáblája Angyalföldön, gyermek- és ifjúkora lakhelyén

## Családja
Szülei Havas János és Beke Mária voltak. 1968. október 4-én vette feleségül Laczó Ildikót, a Magyar Állami Operaház ösztöndíjas szopránénekesét. Felesége volt még Magos Judit asztaliteniszező, közös gyermekük Havas Tímea (Budapest, 1975. december 25. – 1996). Felesége volt Lukács Edina, akitől két lánya született: Havas Szonja, Havas Krisztina.

## Színpadi szerepei
A Színházi Adattárban regisztrált bemutatóinak száma: 13.
- Csajkovszkij: Rómeó és Júlia....Rómeó; Capulet
- Ravel: Boléro....
- Aram Hacsaturján: Gajane....Armen
- Manuel de Falla: A háromszögletű kalap....Molnár
- Borisz Vlagyimirovics Aszafjev: Párizs lángjai....Színész; Philippe
- Goldmark Károly: Sába királynője....Táncos
- Millöcker: A koldusdiák(wd)....
- Darius Milhaud: Francia saláta....Cinzio
- Ifj. Johann Strauss: A cigánybáró....Táncszóló
- Kodály Zoltán: Háry János....Szólótáncos
- Camille Saint-Saëns: Sámson és Delila....Szólótáncos

### Egyéb színházi szerepei
- Harangozó Gyula–Bartók Béla: A fából faragott királyfi....Királyfi
- Harangozó Gyula–Kenessey Jenő: Keszkenő....Józsi
- Petipa: Csipkerózsika....Desiré
- Petipa–Messzerer–Csajkovszkij: A hattyúk tava....Herceg
- Lavrovszkij: Giselle....Albert
- Csabukijani–Krejn: Laurencia....Frondoso
- Zaharov: A bahcsiszeráji szökőkút....Vaclav, Nurali, Girej
- Csabukiani: Laurencia....Frondoso
- Harangozó–Bartók: A csodálatos mandarin....Mandarin
- Seregi László: Spartacus....Crassus
- Harangozó–Szabó: Lúdas Matyi....Lúdas Matyi
- Harangozó Gyula: Coppélia....Coppélius
- Petipa–Guszev–Csajkovszkij: Csipkerózsika....Desiré
- Sztravinszkij–Fokin: Tűzmadár....Cárevics
- Ashton–Hérold: A rosszul őrzött lány....Colas
- Seregi–Delibes: Sylvia....Orion
- Seregi–Goldmark: A makrancos Kata....Baptista

## Filmek
- Furfangos diákok
- A csodálatos mandarin
- Az utolsó vacsora (1962)
- Egy magyar nábob (1966)
- Nem szoktam hazudni (1966)

## Díjai
- Liszt Ferenc-díj (1962)
- Kossuth-díj (1965)
- Érdemes művész (1973)
- Kiváló művész (1977)
- A Magyar Köztársasági Érdemrend kiskeresztje (1994)
- A Magyar Állami Operaház Mesterművésze (2003)
- A Halhatatlanok Társulatának örökös tagja (2003)
- Gundel művészeti díj (2006)